# Idaea gemma
Idaea gemma är en fjärilsart som beskrevs av William Schaus 1901. Idaea gemma ingår i släktet Idaea och familjen mätare. Inga underarter finns listade i Catalogue of Life.